# 庫京腔吻鱈
庫京腔吻鱈，為輻鰭魚綱鱈形目鼠尾鱈科腔吻鱈屬的其中一種，分布於西南太平洋紐西蘭海域，屬深海底棲性魚類，深度446-1175公尺，生活習性不明。